# Site du fortin d'Apalachicola
Le site du fortin d'Apalachicola est un site archéologique d'un ancien fortin situé près de Holy Trinity dans l'État de l'Alabama aux États-Unis.

## Historique
L’Espagne a établi un fortin en torchis sur la rivière Chattahoochee en 1690, dans le but de maintenir leur influence sur les Indiens Creeks. Ces tribus avaient rejeté les missionnaires espagnols et faisaient du commerce avec les Anglais. Le fort a été utilisé pendant un an, puis détruit par les Espagnols lorsqu'ils ont abandonné le site. Il a été inscrit au National Historic Landmark en 1964. Le site est actuellement menacé par un niveau piézométrique élevé causé par le lac Walter F. George, endommagée par l'érosion et l'affaissement du sol.